# Best of Both Worlds (album Midnight Oil)
Best of Both Worlds – trzeci album koncertowy australijskiej grupy rockowej Midnight Oil. Album został wydany w 2004 roku.

## Lista utworów
1. "Best of Both Worlds"
2. "When the Generals Talk"
3. "Minutes to Midnight"
4. "Sleep"
5. "Only the Strong"
6. "Short Memory"
7. "Kosciuszko"
8. "US Forces"
9. "Jimmy Sharman's Boxers"
10. "Back on the Borderline"
11. "Tin-legs and Tin Mines"
12. "Don't Wanna Be the One"
13. "Power and the Passion"
14. "Read about It"
15. "Harrisburg"
16. "Stand in Line"

## Twórcy
- Peter Garrett – wokal
- Rob Hirst – perkusja,  wokal
- Jim Moginie – gitara, keyboard
- Bones Hillman – bas, wokal
- Martin Rotsey – gitara, wokal